# Reisz Gábor
Reisz Gábor (Budapest, 1980. január 19. –) magyar filmrendező, forgatókönyvíró, dalszerző. A kortárs magyar filmművészet egyik kiemelkedő alakja.

## Élete
Először a Testnevelési Egyetemen szerzett diplomát, majd 2003-tól az Eötvös Loránd Tudományegyetem filmelmélet és filmtörténet szakára járt. 2006-tól a Színház- és Filmművészeti Egyetem film- és televízió rendező szakára járt, ahol osztályfőnöke Enyedi Ildikó volt. Tanulmányai alatt több rövidfilmet írt és rendezett. 2011-ben fejezte be a tanulmányait és a 2014-es VAN valami furcsa és megmagyarázhatatlan című első játékfilmjével diplomázott. A filmet több nemzetközi fesztiválon díjazták: elnyerte többek közt a Torinói Filmfesztivál különdíját, közönségdíját és kritikusi díját, a Jameson CineFest Miskolci Nemzetközi Filmfesztivál nagydíját, valamint a Szófiai Nemzetközi Filmfesztivál legjobb rendezőjének járó díját.
Második játékfilmjét, a Rossz verseket 2018 decemberében mutatták be. Harmadik játékfilmje a Magyarázat mindenre 2023-ban elnyerte a legjobb film díját a Velencei filmfesztivál Horizontok kategóriában.

## Filmjei

### Játékfilmek
- VAN valami furcsa és megmagyarázhatatlan (2014)
- Rossz versek (2018)
- Magyarázat mindenre (2023)

### Rövidfilmek
- Tóth Árpád: Hajnali szerenád (2003)
- Ritmus (2005)
- Alma a paradicsomban (2005)
- Koncz Zsuzsa: Április hónapja (2006, videó)
- A tagadás oka, őszintén (2006)
- Meglét (2006)
- Jót és semmit (2007, dokumentum)
- 8 (2007, "4" című rész)
- Öltöző (2008)
- Valakinek a valamije (2009)
- Judith Keith (2010)
- Külalak (2011)
- Nekem Budapest (2013, "Péter" című rész)

## Díjai
- Torinói Filmfesztivál – Diákzsűri: legjobb forgatókönyv díj (2014)
- Szófiai Nemzetközi Filmfesztivál – legjobb rendező díja (2015)
- Magyar Filmhét – A legjobb rendező (2019)
- Velencei Nemzetközi Filmfesztivál – Orizzonti (Horizontok) szekció – A legjobb film (2023)[3]
- Chicagoi Nemzetközi Filmfesztivál	- Gold Hugo-díj a legjobb filmnek
- Chicagoi Nemzetközi Filmfesztivál - Silver Hugo-díj a legjobb forgatókönyvnek	(Schulze Évával közösen)